# San Pedro Jocopilas
San Pedro Jocopilas («San Pedro»: en honor a su santo patrono Simón Pedro) es un municipio del departamento de Quiché, en la República de Guatemala. Con una extensión de 577,8 km², tiene aproximadamente 37.990 habitantes, de los cuales 1,140 viven en el área urbana y 36,850 en el área rural. Sus idiomas son el español y el k'iche'. 
Durante la época colonial fue una doctrina de la Provincia del Santísimo Nombre de Jesús a cargo de los frailes franciscanos. Luego de la Independencia de Centroamérica en 1821 fue parte del departamento de Totonicapán/Huehuetenango hasta que el 12 de agosto de 1872, el gobierno de facto del presidente provisorio Miguel García Granados creó el departamento de Quiché, al que ha pertenecido desde entonces.
El poblado Comitancillo de la aldea Santa María había sido declarado monumento nacional arqueológico el 24 de abril de 1931 por las ruinas arqueológicas que hay en él, pero muchos habitantes de la localidad usaron los restos para cimientos de casas sin darse cuenta del valor arqueológico de los mismos.[cita requerida]

## Geografía física

### Clima
La cabecera municipal de San Pedro Jocopilas tiene clima tibio y templado(Clasificación de Köppen: Cwb).
| Parámetros climáticos promedio de San Pedro Jocopilas | Parámetros climáticos promedio de San Pedro Jocopilas | Parámetros climáticos promedio de San Pedro Jocopilas | Parámetros climáticos promedio de San Pedro Jocopilas | Parámetros climáticos promedio de San Pedro Jocopilas | Parámetros climáticos promedio de San Pedro Jocopilas | Parámetros climáticos promedio de San Pedro Jocopilas | Parámetros climáticos promedio de San Pedro Jocopilas | Parámetros climáticos promedio de San Pedro Jocopilas | Parámetros climáticos promedio de San Pedro Jocopilas | Parámetros climáticos promedio de San Pedro Jocopilas | Parámetros climáticos promedio de San Pedro Jocopilas | Parámetros climáticos promedio de San Pedro Jocopilas | Parámetros climáticos promedio de San Pedro Jocopilas |
| Mes                                                   | Ene.                                                  | Feb.                                                  | Mar.                                                  | Abr.                                                  | May.                                                  | Jun.                                                  | Jul.                                                  | Ago.                                                  | Sep.                                                  | Oct.                                                  | Nov.                                                  | Dic.                                                  | Anual                                                 |
| ----------------------------------------------------- | ----------------------------------------------------- | ----------------------------------------------------- | ----------------------------------------------------- | ----------------------------------------------------- | ----------------------------------------------------- | ----------------------------------------------------- | ----------------------------------------------------- | ----------------------------------------------------- | ----------------------------------------------------- | ----------------------------------------------------- | ----------------------------------------------------- | ----------------------------------------------------- | ----------------------------------------------------- |
| Temp. máx. media (°C)                                 | 20.4                                                  | 21.7                                                  | 23.2                                                  | 24.1                                                  | 23.7                                                  | 22.3                                                  | 21.9                                                  | 22.6                                                  | 22.3                                                  | 21.7                                                  | 21.5                                                  | 20.7                                                  | 22.2                                                  |
| Temp. media (°C)                                      | 14.3                                                  | 15.0                                                  | 16.4                                                  | 17.6                                                  | 18.1                                                  | 17.5                                                  | 16.9                                                  | 16.9                                                  | 17.0                                                  | 16.6                                                  | 15.6                                                  | 14.6                                                  | 16.4                                                  |
| Temp. mín. media (°C)                                 | 8.3                                                   | 8.4                                                   | 9.7                                                   | 11.1                                                  | 12.6                                                  | 12.8                                                  | 12.0                                                  | 11.3                                                  | 11.8                                                  | 11.5                                                  | 9.7                                                   | 8.6                                                   | 10.7                                                  |
| Precipitación total (mm)                              | 3                                                     | 3                                                     | 11                                                    | 27                                                    | 82                                                    | 221                                                   | 168                                                   | 148                                                   | 168                                                   | 118                                                   | 30                                                    | 2                                                     | 981                                                   |
| Fuente: Climate-Data.org                              |                                                       |                                                       |                                                       |                                                       |                                                       |                                                       |                                                       |                                                       |                                                       |                                                       |                                                       |                                                       |                                                       |

### Ubicación geográfica
San Pedro Jocopilas está localizado en el departamento de Quiché y sus colindancias son:
- Norte y oeste: Huehuetenango, departamento de Guatemala
- Sur: Santa Cruz del Quiché y San Antonio Ilotenango, municipios del departamento de Quiché
- Este y noreste: Sacapulas, municipio de Quiché
- Este San Bartolomé Jocotenango, municipio de Quiché

|                      | Norte: Huehuetenango                              | Nordeste: Sacapulas                       |
| Oeste: Huehuetenango |                                                   | Este: Sacapulas San Bartolomé Jocotenango |
|                      | Sur: Santa Cruz del Quiché San Antonio Ilotenango |                                           |

## Gobierno municipal
Los municipios se encuentran regulados en diversas leyes de la República, que establecen su forma de organización, lo relativo a la conformación de sus órganos administrativos y los tributos destinados para los mismos.  Aunque se trata de entidades autónomas, se encuentran sujetos a la legislación nacional y las principales leyes que los rigen desde 1985 son:
| N.º | Ley                                                | Descripción |
| --- | -------------------------------------------------- | --- |
| 1   | Constitución Política de la República de Guatemala | Tiene una regulación legal específica para los municipios en los artículos 253 al 262. |
| 2   | Ley Electoral y de Partidos Políticos              | Ley de carácter constitucional aplicable a los municipios en el tema de la conformación de sus autoridades electas. |
| 3   | Código Municipal                                   | Decreto 12-2002 del Congreso de la República de Guatemala. Tiene la categoría de ley ordinaria y contiene preceptos generales aplicables a todos los municipios, e inclusive contiene legislación referente a la creación de los municipios.             |
| 4   | Ley de Servicio Municipal                          | Decreto 1-87 del Congreso de la República de Guatemala. Regula las relaciones entra la municipalidad y los servidores públicos en materia laboral. Tiene su base constitucional en el artículo 262 de la constitución que ordena la emisión de la misma. |
| 5   | Ley General de Descentralización                   | Decreto 14-2002 del Congreso de la República de Guatemala. Regula el deber constitucional del Estado, y por ende del municipio, de promover y aplicar la descentralización y desconcentración económica y administrativa.                                |

El gobierno de los municipios está a cargo de un Concejo Municipal mientras que el código municipal —ley ordinaria que contiene disposiciones que se aplican a todos los municipios— establece que «el concejo municipal es el órgano colegiado superior de deliberación y de decisión de los asuntos municipales […] y tiene su sede en la circunscripción de la cabecera municipal»; el artículo 33 del mencionado código establece que «[le] corresponde con exclusividad al concejo municipal el ejercicio del gobierno del municipio».
El concejo municipal se integra con el alcalde, los síndicos y concejales, electos directamente por sufragio universal y secreto para un período de cuatro años, pudiendo ser reelectos.
Existen también las Alcaldías Auxiliares, los Comités Comunitarios de Desarrollo (COCODE), el Comité Municipal del Desarrollo (COMUDE), las asociaciones culturales y las comisiones de trabajo. Los alcaldes auxiliares son elegidos por las comunidades de acuerdo a sus principios y tradiciones, y se reúnen con el alcalde municipal el primer domingo de cada mes, mientras que los Comités Comunitarios de Desarrollo y el Comité Municipal de Desarrollo organizan y facilitan la participación de las comunidades priorizando necesidades y problemas.
Los alcaldes que ha habido en el municipio son:
- 2008-2016: Freddy Armando López Giron[9]
- 2016-2020: Noé Herrera Giron[1]
- 2020-2024: Nicolas López Mendoza

## Historia

### Época colonial
La Corona española se enfocó en la catequización de los indígenas; las congregaciones fundadas por los misioneros reales en el Nuevo Mundo fueron llamadas «doctrinas de indios» o simplemente «doctrinas». Originalmente, los frailes tenían únicamente una misión temporal: enseñarle la fe católica a los indígenas, para luego dar paso a parroquias seculares como las establecidas en España; con este fin, los frailes debían haber enseñado los evangelios y el idioma español a los nativos. Ya cuando los indígenas estuvieran catequizados y hablaran español, podrían empezar a vivir en parroquias y a contribuir con el diezmo, como hacían los peninsulares.
Pero este plan nunca se llevó a cabo, principalmente porque la corona perdió el control de las órdenes regulares en cuanto los miembros de éstas se embarcaron para América. Por otra parte, protegidos por sus privilegios apostólicos para ayudar a la conversión de los indígenas, los misioneros solamente atendieron a la autoridad de sus priores y provinciales, y no a la de las autoridades españolas ni a las de los obispos. Los provinciales de las órdenes, a su vez, únicamente rendían cuentas a los líderes de su orden y no a la corona; una vez habían establecido una doctrina, protegían sus intereses en ella, incluso en contra de los intereses del rey y de esta forma las doctrinas pasaron a ser pueblos de indios que se quedaron establecidos para todo el resto de la colonia.
Los franciscanos, quienes tuvieron conventos y doctrinas en la diócesis de Guatemala, se hallaban diseminados en donde se encuentran los modernos departamentos de Sacatepéquez, Chimaltenango, Sololá, Quetzaltenango, Totonicapán, Suchitepéquez y Escuintla.  La «Provincia del Santísimo Nombre de Jesús», como se llamaba la región a cargo de los franciscanos, llegó a tener veinticuatro conventos.

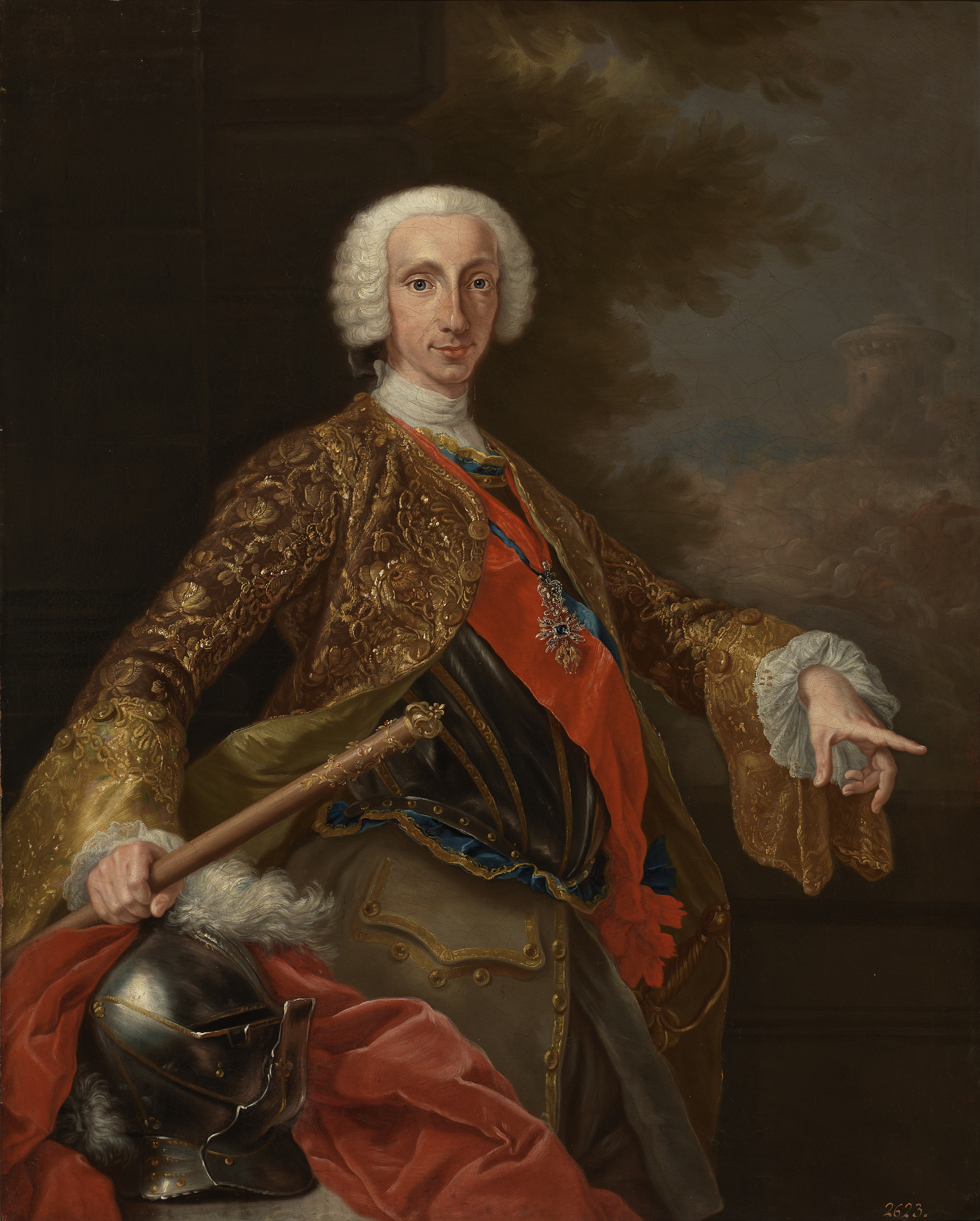
Rey Carlos III de España, promotor de las reformas borbónicas.

En las cabezas de curato, diariamente se cantaba o rezaba la misa conventual con la asistencia de los oficiales de las cofradías y de sus esposas, quienes tenían velas encendidas en sus manos durante casi toda la misa. Además, tanto en la sede del curato como en los pueblos de visita de las doctrinas, se impartía doctrina a las niñas a partir de los seis años de edad a las dos de la tarde y, al ocaso, a los niños de la misma edad para que durante dos horas recibieran la instrucción cristiana. La enseñanza consistía en recitar toda la doctrina y oraciones y hacer ejercicios con las preguntas del catecismo y estaba a cargo del doctrinero y de dos indios ancianos, llamados fiscales, en caso el doctrinero no pudiera asistir.  A los adultos se les atendía los domingos y días festivos, luego de la misa; se cerraban las puertas de la iglesia, y se rezaban todas las oraciones de la doctrina cristiana en idioma de la localidad, con todo el pueblo, hombres y mujeres.
La Cuaresma era una época en que se preparaba a los indígenas a la confesión y comunión anual obligatorias, predicándoles en idioma materno. Todos los domingos de Cuaresma se les predicaba en idioma materno, disponiéndoles a la confesión. Todos los viernes de Cuaresma se hacían las estaciones con cantos y portando livianas cruces y, en cada una de ellas, se leía o cantaba el misterio en idioma materno, culminando con un sermón en el Calvario y la vuelta a la iglesia con cantos y rezos.
En 1754, en virtud de una Real Cédula parte de las Reformas Borbónicas, todos los curatos de las órdenes regulares fueron traspasados al clero secular. En 1765 se publicaron las reformas borbónicas de la Corona española, que pretendían recuperar el poder real sobre las colonias y aumentar la recaudación fiscal. Con estas reformas se crearon los estancos para controlar la producción de las bebidas embriagantes, el tabaco, la pólvora, los naipes y el patio de gallos y los franciscanos tuvieron que entregar sus doctrinas al clero secular.

### Tras la independencia de Centroamérica
Tras la Independencia de Centroamérica, San Pedro Jocopilas estuvo originalmente en el departamento de Totonicapán/Huehuetenango; ahora bien, tras la Reforma Liberal de 1871, el presidente de facto provisiorio Miguel García Granados dispuso crear el departamento de Quiché para mejorar la administración territorial de la República dada la enorme extensión del territorio de Totonicapán y de Sololá. De esta cuenta, el 12 de agosto de 1872 San Pedro Jocopilas pasó a formar parte del nuevo departamento de Quiché, junto con la nueva cabecera Santa Cruz del Quiché y Joyabaj, Lemoa, Chichicastenango, Chinic, Chiché, Patzité, San Andrés Joyabajá, Cunem, San Miguel Uspantán, Cotzal, Chujuyup, San Bartolo Jocotenango, Sacapulas, Nebaj, Chajul, Caniyá y Sacualpa.

### Gobierno del general Jorge Ubico
El actual caserío Comitancillo de la aldea Santa María, fue declarado monumento nacional arqueológico por acuerdo del 24 de abril de 1931 pues en dicho lugar existen ruinas arqueológicas llamadas por sus habitantes «Los Cajones» nombre que le dieron por la forma de sus monumentos. Al transcurrir el tiempo fueron destruidos por el acabado de su piedra, pues muchos habitantes de la localidad la usan para cimientos de casas percatarse del valor arqueológico que destruyen.[cita requerida]

## Productos
En pequeña escala elaboran frazadas de lana, alfarería, tejidos de algodón, sombreros de palma, cerería, tejas y ladrillos de barro.